# Eta Telescopii
Eta Telescopii (η Tel / HD 181296 / HR 7329) es un sistema binario compuesto por una estrella blanca de la secuencia principal y una enana marrón. Situado en constelación de Telescopium, se encuentra a 155 años luz de distancia del sistema solar. Forma parte de la asociación estelar de Beta Pictoris.
La estrella blanca, de magnitud aparente +5,03, tiene tipo espectral A0Vn y una temperatura de 9207 K. Es una estrella joven con una edad estimada entre 12 y 30 millones de años, cuya luminosidad es 22 veces mayor que la del Sol. Como corresponde a una estrella de sus características, es más masiva que el Sol, con una masa de 2,9 masas solares. Su metalicidad —abundancia relativa de elementos más pesados que el helio— es superior a la del Sol en un 15%.
Visualmente a 4,17 ± 0,05 segundos de arco, se localiza su acompañante (HD 181296 B), una enana marrón de tipo M7/M8 cuya temperatura efectiva es de 2600 ± 200 K. Hasta el momento no se ha observado movimiento orbital alguno, siendo la separación entre ambos objetos de al menos 198 UA.